# Lista de vulcões
Segue-se uma lista de vulcões ativos e extintos.

## Afeganistão
| Nome          | Elevação | Elevação  | Localização     | Última erupção |
| Nome          | metros   | pés       | Coordenadas     | Última erupção |
| Dacht-i-Navar | 3,800 m  | 12,467 ft | 33.95 N 67.92 E | Desconhecido   |
| Vakak         | 3,190 m  | 10,466 ft | 34.25 N 67.97 E | Desconhecido   |

## Antártida
| Nome                     | Elevação   | Elevação       | Localização               | Última erupção                          |
| Nome                     | metros     | pés            | Coordenadas               | Última erupção                          |
| Monte Andrus             | 2978       | 9770           | 75° 48′ S, 132° 20′ O     | Holoceno                                |
| Monte Berlin             | 3478       | 11.411         | 76° 03′ S, 136° 00′ O     | Desconhecido                            |
| Monte Bird               | 1800       | 5900           | 77° 12′ S, 166° 30′ L     | 3,8-4,6 milhões de anos atrás           |
| Ilha Bridgeman           | 240        | 787            | 62° 03′ S, 56° 45′ O      | -                                       |
| Pico Brown (Ilha Sturge) | 1524       | 5000           | 67° 26′ S, 164° 46′ L     | 2001                                    |
| Ilha Coulman             | 1998       | 6553           | 73° 30′ S, 169° 36′ L     | -                                       |
| Ilha Decepção            | 576        | 1890           | 62° 58′ S, 60° 39′ O      | 1987                                    |
| Monte Discovery          | 2681       | 8796           | 78° 18′ S, 165° 00′ L     | Desconhecido                            |
| Monte Érebo              | 3794       | 12.448         | 77° 32′ S, 167° 17′ L     | 2008                                    |
| Monte Frakes             | 3654       | 11.998         | 76° 48′ S, 117° 42′ O     | Desconhecido                            |
| Gaussberg                | 370        | 1213           | 66° 48′ S, 89° 11′ L      | - Desconhecido                          |
| Monte Hampton            | 3323       | 10.902         | 76° 30′ S, 126° 00′ O     | Desconhecido                            |
| Monte Harcourt           | 1571       | 5153           | 72° 24′ S, 170° 06′ L     | -                                       |
| Montanhas Hudson         | 749        | 2457           | 74° 19,8′ S, 99° 25,2′ O  | Desconhecido, possivelmente até 1985(?) |
| Monte Melbourne          | 2732       | 8963           | 74° 21′ S, 164° 42′ L     | 1750 ± 100 anos                         |
| Monte Morning            | 2723       | 8934           | 78° 30′ S, 163° 30′ L     | -                                       |
| Monte Moulton            | 3078       | 10.098         | 76° 06′ S, 135° 00′ O     | -                                       |
| Monte Murphy             | 2703       | 8868           | 75° 18′ S, 100° 45′ O     | Mioceno Tardio                          |
| Monte Overlord           | 3395       | 11.142         | 73° 12′ S, 164° 36′ L     | -                                       |
| Ilha Paulet              | 353        | 1158           | 63° 34,8′ S, 55° 46,2′ O  | Holoceno                                |
| Ilha Pinguim             | 180        | 59 1           | 62° 06′ S, 57° 55,8′ O    | 1905(?)                                 |
| Ilha Peter I             | 1640       | 5381           | 68° 51′ S, 90° 34,8′ O    | Holoceno                                |
| As Plêiades              | 3040       | 9974           | 72° 40,2′ S, 165° 30′ L   | 1050 A.C. ± 1000 anos                   |
| Vulcão Royal Society     | 3000       | 9842           | 78° 15′ S, 163° 36′ L     | Holoceno                                |
| Nunataks Foca            | 368        | 1207           | 65° 01,8′ S, 60° 03′ O    | 1980                                    |
| Monte Sidley             | 4181- 4285 | 13.717- 14.058 | 77° 06′ S, 126° 06′ O     | -                                       |
| Monte Siple              | 3110       | 10.203         | 73° 26′ S, 126° 40′ O     | Holoceno                                |
| Monte Steere             | 3558       | 11.673         | 76° 42′ S, 117° 48′ O     | Desconhecido                            |
| Monte Takahe             | 3460       | 11.352         | 76° 16,8′ S, 112° 04,8′ O | 5550 A.C.                               |
| Monte Terror             | 3230       | 10.597         | 77° 31′ S, 168° 32′ L     | -                                       |
| Montanha Toney           | 3595       | 11.795         | 75° 48′ S, 115° 49,8′ O   | Holoceno                                |
| Sem nome                 | 2987       | 9797           | 73° 27′ S, 164° 34,8′ L   | Holoceno                                |
| Sem nome                 | -500       | -1640          | 76° 49,8′ S, 163° 00′ L   | Holoceno                                |
| Sem nome                 | -          | -              | 56° 15′ S, 72° 10,2′ O    | 1876                                    |
| Monte Waesche            | 3292       | 10.801         | 77° 10,2′ S, 126° 52,8′ O | Holoceno                                |

## Argentina
| Nome                            | Elevação     | Elevação     | Localização          | Última erupção      |
| Nome                            | metros       | pés          | Coordenadas          | Última erupção      |
| Antofagasta de la Sierra        | 2000 m       | 13,123 ft    | 26º08' S 67º50' W    | Desconhecido        |
| Antofalla                       | 6,100 m      | 20,013 ft    | 25º53' S 68º00' W    | Desconhecido        |
| Aracar                          | 6,082 m      | 19,954 ft    | 24º25' S 67º77' W    | 1993                |
| Caldera del Atuel               | 5,189 m      | 17,024 ft    | 34º65' S 70º05' W    | Desconhecido        |
| Cerro Bayo                      | 5,401 m      | 17,720 ft    | 25º42' S 68º58' W    | Desconhecido        |
| Cerro El Cóndor                 | 6,532 m      | 1,430 ft     | 26º62' S 68º35' W    | Desconhecido        |
| Cerro Escorial                  | 5,447 m      | 17,871 ft    | 25º08' S 68º37' W    | Desconhecido        |
| Cerro Tuzgle                    | 5,500 m      | 18,044 ft    | 24º05' S 66º48' W    | Desconhecido        |
| Cerro Volcánico                 | 1,930 m      | 6,332 ft     | 41º28' S 71º65' W    | Desconhecido        |
| Cochiquito                      | 1,435 m      | 4,708 ft     | 36º77' S 69º82' W    | Desconhecido        |
| Copahue                         | 2,997 m      | 9,833 ft     | 37º51'0 S 71º10'0 W  | 2012                |
| Cordón del Azufre               | 5,463 m      | 17,923 ft    | 25º20'0 S 68º31'0 W  | Desconhecido        |
| Domuyo                          | 4,709 m      | 15,449 ft    | 36º35'0 S 70º25'0 W  | Desconhecido        |
| Falso Azufre                    | 5,890 m      | 19,324 ft    | 26º48'0 S 68º22'0 W  | Desconhecido        |
| Huanquihue                      | 1,400? m     | 4,593 ft     | 39º52'0 S 71º33'0' W | 1750 ± 100 anos     |
| Lanin                           | 3,747 m      | 12,293 ft    | 39º37'58S 71º29'59 W | 560 ± 150 anos      |
| Lastarria                       | 5,697 m      | 18,691 ft    | 25º10'0 S 68º30'0 W  | Desconhecido        |
| Llullaillaco                    | 6,739 m      | 22,109 ft    | 24º43'0 S 68º32'0 W  | 1877                |
| Maipo                           | 5,264 m      | 17,270 ft    | 34º9'38 S 69º49'58 W | 1908                |
| Campo de Palei-Aike             | 282 m        | 925 ft       | 52º0'0 S 70º0'0 W    | 5550 ac ± 1000 anos |
| Payun Matru                     | 3,680 m      | 12,073 ft    | 36º25'0 S 69º12'0 W  | Desconhecido        |
| Peinado                         | 5,740 m      | 18,832 ft    | 26º37'0 S 68º9'0 W   | Desconhecido        |
| Puesto Cortaderas               | 970 m        | 3,182 ft     | 37º33'0 S 69º37'0 W  | Desconhecido        |
| Risco Plateado                  | 4,999 m      | 16,401 ft    | 34º56'0 S 70º0'0 W   | Desconhecido        |
| Vulcão de Robledo               | 4,400 m      | 14,436 ft    | 26º46'0 S 67º43'0 W  | Desconhecido        |
| Sierra Nevada de Lagunas Bravas | 6,127 m      | 20,101 ft    | 26º48' S 68º58' W    | Desconhecido        |
| Socompa                         | 6,051 m      | 19,852 ft    | 24º24'0 S 68º15'0 W  | 5250 ac             |
| Tipas                           | 6,660 m      | 21,850 ft    | 27º12'0 S 68º33'0 W  | Desconhecido        |
| Trocon                          | Desconhecido | Desconhecido | 37º45'0 S 69º53'0 W  | Desconhecido        |
| Tromen                          | 3,978 m      | 13,051 ft    | 37º8'30 S 70º2'0 W   | Desconhecido        |
| Tunpungatito                    |              |              |                      |                     |
| Viedma                          | 1,500 m      | 4,921 ft     | 49º21'30 S 73º17'0 W | 1988                |

## Arménia
| Nome            | Elevação | Elevação | Localização          | Última erupção                  |
| Nome            | metros   | pés      | Coordenadas          | Última erupção                  |
| Agmagan-Karadag | 3,560    | 11,680   | 40º275' N 44º75' E   | Desconhecido                    |
| Aragats         | 4,095    | 13,435   | 40º55' N 44º12' E    | Desconhecido                    |
| Dar-Alages      | 3,329    | 10,922   | 39º42'0 N 45º32'30 E | Terceiro milénio ac ± 1000 anos |
| Porak           | 2,800    | 9,186    | 40º1'0' N 45º47'0 E  | 778 ac ± 5 anos                 |
| Tshouk-Karckar  | 3,000    | 9,842    | 35º44'0 N 46º1'0 E   | 3000 ac ± 300 anos              |

## Austrália

### Ilha HeardeIlha McDonald
| Nome          | Elevação | Elevação | Localização     | Última erupção    |
| Nome          | metros   | pés      | Coordenadas     | Última erupção    |
| Pico Mawson   | 2,745    | 9006     | 53º6'S 73º31'E  | Desconhecido      |
| Ilha McDonald | 212      | 696      | 53º03'S 72º61'E | 10 de Agosto 2005 |

## Azerbaijão
| Nome           | Elevação | Elevação | Localização         | Última erupção     |
| Nome           | metros   | pés      | Coordenadas         | Última erupção     |
| Işıklı         | 3,552    | 11,653   | 39º58'0 N 46º17'0 E | Desconhecido       |
| Porak          | 2,800    | 9,186    | 40º1'0' N 45º47'0 E | 778 ac ± 5 anos    |
| Tshouk-Karckar | 3,000    | 9,842    | 35º44'0 N 46º1'0 E  | 3000 ac ± 300 anos |

## Peru
| Nome         | Elevação | Elevação | Localização                  | Última erupção              |
| Nome         | metros   | pés      | Coordenadas                  | Última erupção              |
| Ampato       | 6288 m   | 20630 ft | 15° 31′ 34″ S, 71° 41′ 23″ O | n/d                         |
| Coropuna     | 6377 m   | 20922 ft | 15° 32′ 45″ S, 72° 39′ 39″ O | Holoceno                    |
| Misti        | 5822 m   | 19101 ft | 16° 17′ 48″ S, 71° 24′ 38″ O | 1784                        |
| Huaynaputina | 4850 m   | 15912 ft | 16° 36′ 23″ S, 70° 51′ 00″ O | 1600                        |
| Chachani     | 6057 m   | 19872 ft | 16° 11′ 35″ S, 71° 31′ 54″ O | Holoceno                    |
| Pichu Pichu  | 5564 m   | 18254 ft | 16° 26′ 31″ S, 71° 14′ 24″ O | n/d                         |
| Sabancaya    | 5967 m   | 19577 ft | 15° 47′ 00″ S, 71° 51′ 00″ O | 2003                        |
| Sara Sara    | 5522 m   | 18117 ft | 15° 19′ 47″ S, 73° 26′ 50″ O | n/d                         |
| Ticsani      | 5408 m   | 17743 ft | 16° 45′ 06″ S, 70° 36′ 13″ O | Século XVI (sem data certa) |
| Tutupaca     | 5815 m   | 19078 ft | 17° 01′ 29″ S, 70° 21′ 28″ O | 1902                        |
| Ubinas       | 5672 m   | 18609 ft | 16° 21′ 18″ S, 70° 54′ 10″ O | 2008                        |
| Yucamani     | 5550 m   | 18209 ft | 17° 11′ 01″ S, 70° 12′ 01″ O | 1802                        |